# Eupithecia obrutaria
Eupithecia obrutaria là một loài bướm đêm trong họ Geometridae.